# Wild Oats (film 1916)
Wild Oats è un film muto del 1916 diretto da Campbell Gollan che ne firmò anche il soggetto insieme a John White.

## Trama
Roy Wilson si trova pieno di debiti a causa della sua passione per il gioco, né gli possono bastare i soldi che gli dà suo padre James o quelli che gli impresta la sorella Jessie per onorare gli impegni. Per cancellare le sue pendenze, sigla un patto con Graham Madison, un concorrente del padre, consegnandogli i documenti di un'offerta per un contratto ferroviario fatta da James. Quando quest'ultimo scopre il furto, non pensa che il ladro possa essere il figlio e incolpa, invece, il proprio segretario, Richard Carew, licenziandolo. In più, proibisce a Jessie, innamorata di Richard, di rivedere l'uomo e, dato che lei è ancora minorenne, di sposarlo. Una sera Richard, ritornato in segreto per rivedere Jessie, viene visto da un domestico. La stessa sera, Roy prende dalla cassaforte i gioielli che erano appartenuti a sua madre per darli a Cleo, l'ex amante di Madison, di cui il giovane è infatuato. Il padre, vede l'azione del figlio e, colto da malore, muore di infarto. Del furto viene accusato nuovamente Richard. Quando però Cleo rifiuta i gioielli del suo ammiratore, Roy - pentito di quello che è successo - ritorna e confessa le sue malefatte, impegnandosi a vivere più saggiamente. Cleo, sebbene lo adori, lo lascia. Madison sarà poi arrestato per altri reati mentre Richard e Jessie affrontano serenamente il loro futuro insieme.

## Produzione
Il film fu prodotto dalla George Kleine Productions.

## Distribuzione
Il copyright del film, richiesto da George Kleine, fu registrato il 22 dicembre 1915 con il numero LU7261.

Distribuito dalla Kleine-Edison Feature Services, il film uscì nelle sale statunitensi il 19 gennaio 1916.
Copia completa della pellicola si trova conservata negli archivi della Library of Congress di Washington.